# Hatsukoi Monster
Hatsukoi Monster (初恋モンスター Hatsukoi Monsutā?,  Monstruo del primer amor) es un manga shōjo japonés escrito por Akira Hiyoshimaru y publicado en la revista Kodansha Aria. Fue anunciada una adaptación a anime que será transmitida a partir del 2 de julio de 2016.

## Argumento
La historia sigue a Kaho Nikaido, de 15 años de edad, mientras deja su casa para vivir en un dormitorio de la escuela secundaria. Cuando casi es golpeada por un camión, es salvada por un joven llamado Kanade Takahashi. Ella se enamora de él, sólo para descubrir que él es el hijo de su encargado y que apenas cursa el quinto grado.

## Personajes
Kaho Nikaidou (二階堂夏歩 Nikaidou Kaho?)
Seiyū: Yui Horie  (anime)
Una joven de 15 años y heroína de la historia. Se enamora de Kanade después de que la salva de un accidente. Es la malcriada hija de una pareja de ancianos ricos, por lo que se le dificulta hacer amigos.
Kanade Takahashi (高橋奏 Takahashi Kanade?)
Seiyū: Takahiro Sakurai (anime)
Un estudiante de quinto grado y el interés romántico de Kaho. Está en quinto grado, pero luce significativamente mayor.
Tomu Kaneko (金子 十六 Kaneko Tomu?)
Seiyū: Showtaro Morikubo (anime)
Amigo de Kanade y un delincuente.
Ginjirō Sannomiya (三宮銀次郎 Sannomiya Ginjirou?)
Seiyū: Tomokazu Sugita (anime)
Un estudiante y otro de los amigos de Kanade.
Kazuo Noguchi (野口一男 Noguchi Kazuo?)
Seiyū: Ayumu Murase (anime)
Otro amigo de Kanade.
Jōji Takahashi (高橋譲二 Takahashi Jōji?)
Seiyū: Kenichi Suzumura (anime)
Primo de Kanade.
Kōta Shinohara (篠原耕太 Shinohara Kōta?)
Seiyū: Nobuhiko Okamoto (anime)
Un estudiante de primero de secundaria, que está enamorado de Kaho.
Atsushi Taga ( Taga Atsushi?)
Seiyū: Kaito Ishikawa (anime)
Estudiante de universidad y rival de Kaho al final el admite que siempre estuvo enamorado de kaho, a pesar de como la trataba siempre estuvo enamorado de ella.
Arashi Nagasawa (長澤嵐 Nagasawa Arashi?)
Seiyū: Kenjirō Tsuda (anime)
Vecino de Kaho.
Daikoku Nikaidou (二階堂 大谷 Nikaidou Daikoku?)
Seiyū: Hikaru Midorikawa (anime)
Hermano mayor de Kaho.
Munemitsu Makurazaki (枕崎 宗光 Makurazaki Munemitsu?)
ūSeiy: Takuya Eguchi (anime)

Renren
Seiyu: Aoi Shouta(anime)

## Multimedia

### Manga
Hatsukoi Monster es escrito por Akira Hiyoshimaru, que comenzó a publicar el manga en la revista shōjo de Kodansha Aria en marzo de 2013.
| Volumen 1 | ISBN                   | Publicado          |
| Volumen 1 | ISBN 978-4-06-380638-0 | 5 de julio de 2013 |
|           |                        |                    |

| Volumen 2 | ISBN                   | Publicado          |
| Volumen 2 | ISBN 978-4-06-380666-3 | 7 de enero de 2014 |
|           |                        |                    |

| Volumen 3 | ISBN                   | Publicado          |
| Volumen 3 | ISBN 978-4-06-380699-1 | 7 de julio de 2014 |
|           |                        |                    |

| Volumen 4 | ISBN                   | Publicado          |
| Volumen 4 | ISBN 978-4-06-380738-7 | 7 de enero de 2015 |
|           |                        |                    |

| Volumen 5 | ISBN                   | Publicado          |
| Volumen 5 | ISBN 978-4-06-380638-0 | 7 de julio de 2015 |
|           |                        |                    |

| Volumen 6 | ISBN                   | Publicado          |
| Volumen 6 | ISBN 978-4-06-380638-0 | 13 de mayo de 2016 |
|           |                        |                    |

| Volumen 7 | ISBN                   | Publicado           |
| Volumen 7 | ISBN 978-4-06-380862-9 | 22 de julio de 2016 |
|           |                        |                     |

| Volumen 8 | ISBN                   | Publicado            |
| Volumen 8 | ISBN 978-4-06-380908-4 | 7 de febrero de 2017 |
|           |                        |                      |

### Audio drama
La versión en edición limitada de los volúmenes tres, cuatro y cinco incluyen un CD de audio drama.

### Anime
Una adaptación al anime de la serie fue anunciada en la edición de agosto de Aria. El reparto de los actores del audio drama volverá a interpretar sus papeles para el anime. La serie se estrenará en julio de 2016. Estudio Deen producirá el anime, Takayuki Inagaki dirigirá la serie y Mariko Oka se encargara del diseño de los personajes.

## Recepción
Rebecca Silverman, revisando el primer volumen para Anime News Network, le dio una calificación general de C-. Criticó la serie por su intento de romance serio en lo que es esencialmente una comedia, y también encontró fallas en la habilidad del autor para el dibujo de personajes. Su más fuerte crítica fue la diferencia de edad entre los dos papeles románticos, comentando que en el examen, "La comedia de Hatsukoi Monster es abrumada por su factor escalofriante." Sin embargo, alabó el diálogo, señalando que "la manera en que Kanade habla es una mezcla divertida infantil y más adulta."